# Grammatostomias flagellibarba
Cá rồng không vảy (Danh pháp khoa học: Grammatostomias flagellibarba) là một loài cá trong họ cá rồng Stomiidae. Chúng là loài cá dữ, săn mồi tàn bạo dưới đáy đại dương. chúng có những chiếc răng sắc và quá lớn so với toàn thân. Kích thước chùng không lớn, khoảng 15 centimet (6 inches) là cùng nhưng trông thật quái dị. Có nhiều loài cá rồng khác nhau nhưng hình dạng thì tương tự nhau.